# 37818 Juliamaury
37818 Juliamaury este o planetă minoră (asteroid) din centura de asteroizi. A fost descoperită pe 18 ianuarie 1998 la centre de recherches en géodynamique et astrométrie⁠(d) de OCA-DLR Asteroid Survey⁠(d). 
Obiectul prezintă o orbită caracterizată de o semiaxă mare de 2,3708463 UAi, o excentricitate de 0,16, o înclinație de 3,60113 ° în raport cu ecliptica.